# Ville Itälä
Ville Heimo Antero Itälä (Luumäki, 10 maggio 1959) è un politico finlandese e direttore generale dell'Ufficio europeo per la lotta antifrode .